# حسن سیاه
حسن سیاه فیلمی به کارگردانی پرویز اصانلو و نویسندگی محمدعلی عرفی نژاد محصول سال ۱۳۵۱ است.

## خلاصه داستان
حسن سیاه (نصرت‌الله کریمی) سرپرستی «آژانس هنری حسن سیاه» را به عهده دارد، و در مجالس عروسی و شادمانی برنامه اجرا می‌کنند...

## بازیگران
- نصرت‌الله کریمی
- فخری خوروش
- مهناز
- رضا کرم‌رضایی
- روح‌الله مفیدی
- نادیا
- کاظم روشن‌ضمیر
- پرویز مهرام
- محسن قاضی‌مرادی
- درویشی
- اردوان مفید
- علی‌اکبر مهدوی‌فر
- نعمت‌الله گرجی